# Marie Ferdinand Raoul de La Bourdonnaye
Pour les articles homonymes, voir famille de La Bourdonnaye.
Marie Ferdinand Raoul de La Bourdonnaye, né à Paris le 12 mai 1837 et mort à La Varenne le 3 février 1911, est un homme politique français, député de 1884 à 1889.

## Biographie
Marie Ferdinand Raoul de La Bourdonnaye est le fils de Charles Marie Adolphe, comte de La Bourdonnaye, gentilhomme de la chambre de Charles X, et de Caroline Louise Antoinette de Menou, et petit-fils de François-Régis de La Bourdonnaye, ancien député et ministre de l'Intérieur sous Charles X. Comte de La Bourdonnaye, il épouse Jeanne-Louise Luglienne de Jouenne d'Esgrigny, fille de Jean Luglien de Jouenne d'Esgrigny.
Après ses études, il devient en 1857 attaché au ministère des Affaires étrangères, puis envoyé comme attaché d'ambassade à Londres.
En 1864, il est nommé secrétaire d'ambassade à Vienne, avant d'être mis en disponibilité en 1867 à sa demande.
Propriétaire du château familial du Mesangeau, en Anjou, il se lance dans la politique et est élu en 1871 conseiller général du canton de Champtoceaux, en Maine-et-Loire, comme son grand-père. Il tient ce siège jusqu'à sa mort où il est alors remplacé, le 24 juillet 1910, par son fils Henri de La Bourdonnaye (qui conservera ce siège jusqu'à sa mort le 18 novembre 1920).
Le 6 avril 1884, à la suite du décès de Durfort de Civrac, député de la seconde circonscription de Cholet, il se porte candidat et est élu par 11 749 voix sur 12 834 votants et 19 807 inscrits.
Inscrit dans le groupe de la droite monarchiste, il prend part comme protectionniste à la discussion sur les droits protecteurs de l'agriculture en 1885.
Pendant les cinq dernières années de la vie du « comte de Chambord », il est membre du comité royaliste du Maine-et-Loire.
Présenté sur la liste conservatrice de Maine-et-Loire lors du scrutin du 4 octobre 1885, il est élu en 5e position sur 8.
Il sera réélu le 22 septembre 1889 puis le 20 août 1893, puis le 8 mai 1898 et enfin le 11 mai 1902.
Toujours membre de la droite monarchiste, il s'oppose systématiquement à tous les cabinets de gauche et vote contre le rétablissement du scrutin uninominal, pour l'ajournement indéfini de la révision de la constitution, contre les poursuites contre trois députés membres de la ligue des patriotes, contre le projet de loi Lisbonne restrictif de la liberté de la presse, et contre les poursuites contre le Général Georges Boulanger.
Il démissionne de son poste de député le 31 mai 1906 à la suite de son élection comme sénateur de Maine-et-Loire, dont le mandat prend effet le 10 juin 1906, siège qu'il occupe jusqu'à son décès le 3 février 1911.

## Sources
- « Marie Ferdinand Raoul de La Bourdonnaye », dans Adolphe Robert et Gaston Cougny, Dictionnaire des parlementaires français, Edgar Bourloton, 1889-1891 [détail de l’édition]
- « Marie Ferdinand Raoul de La Bourdonnaye », dans le Dictionnaire des parlementaires français (1889-1940), sous la direction de Jean Jolly, PUF, 1960 [détail de l’édition]